# Xã Wildcat, Quận Riley, Kansas
Xã Wildcat (tiếng Anh: Wildcat Township) là một xã thuộc quận Riley, tiểu bang Kansas, Hoa Kỳ. Năm 2010, dân số của xã này là 885 người.